# Kali Rejo (Palas)
Kali Rejo is een bestuurslaag in het regentschap Lampung Selatan van de provincie Lampung, Indonesië. Kali Rejo telt 3227 inwoners (volkstelling 2010).